# Paddenstoelwolk

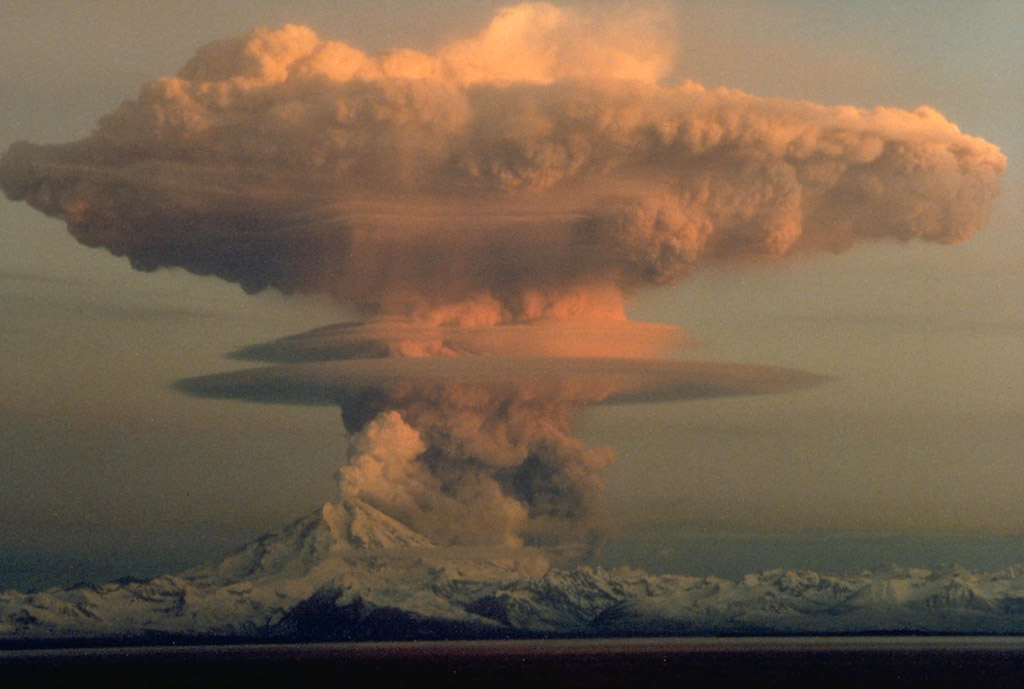
Paddenstoelenwolk veroorzaakt door een vulkanische uitbarsting van de Mount Redoubt in Alaska (21 april 1990). De wolk bereikte een hoogte van 12 km.

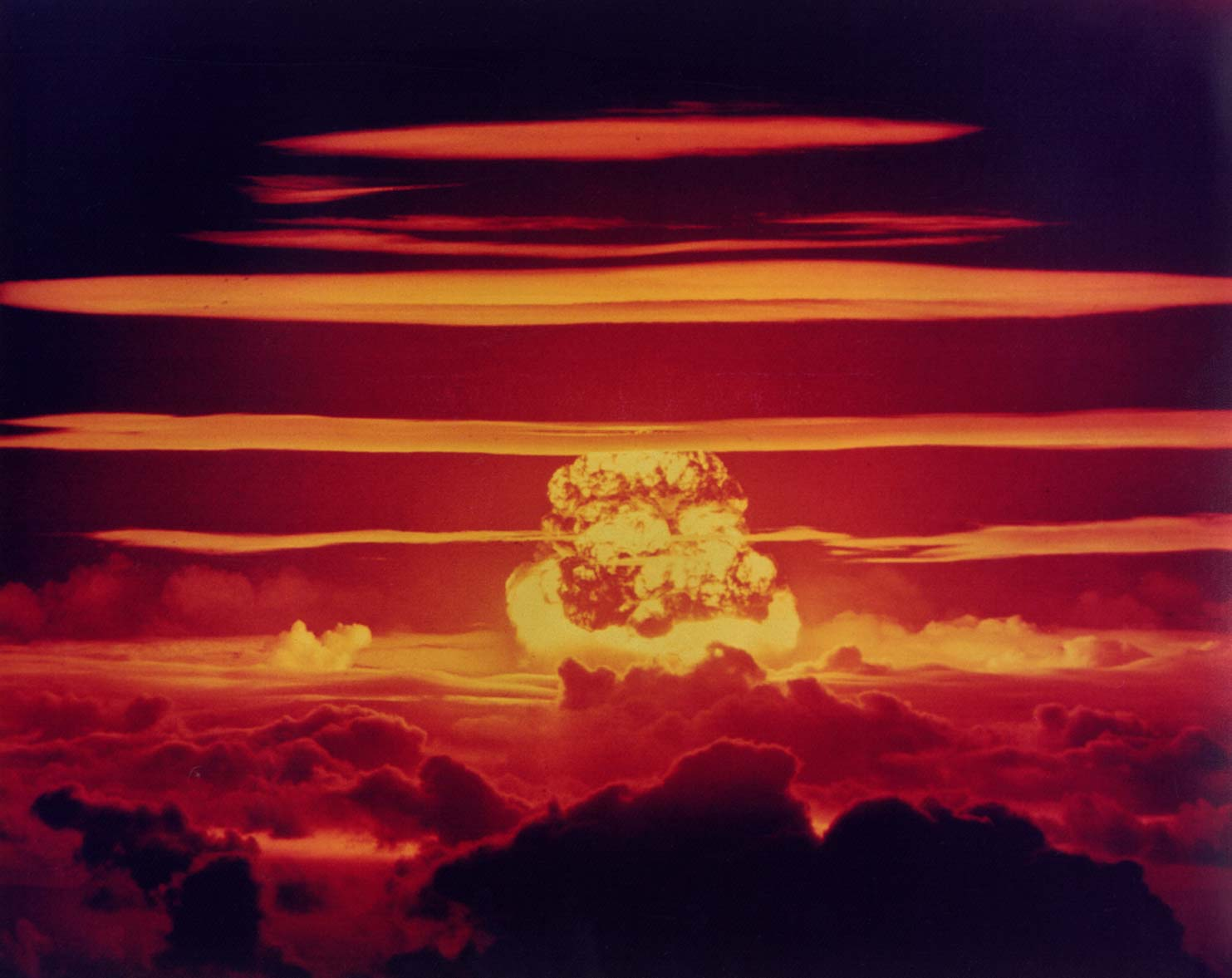
Wilson-wolken omringen de vuurbal bij de Redwing Dakota-test.

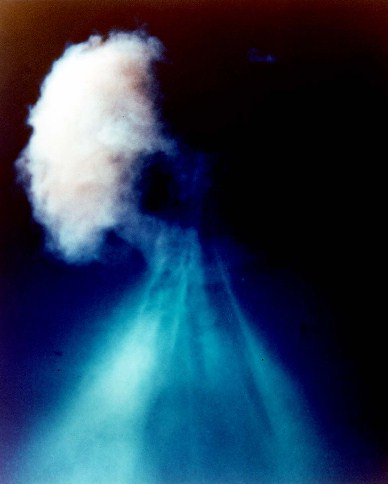
Paddenstoelwolk gevormd bij de Plumbbob John-test waarbij een AIR-2 Genie op 4500 m hoogte tot ontploffing werd gebracht.

Een paddenstoelwolk is een wolk van stof en waterdamp die veroorzaakt wordt door een grote explosie en ontleent zijn naam aan de vorm die op een paddenstoel lijkt. Hoewel paddenstoelwolken vaak worden geassocieerd met kernexplosies kunnen ze door elke grote explosie veroorzaakt worden. Natuurlijke oorzaken van een paddenstoelenwolk omvatten vulkanische uitbarstingen en meteorietinslagen. Ook een cumulonimbus, een onweerswolk, heeft soms een enigszins paddenstoelachtige vorm.

## Vorming
De vorm van de wolk wordt veroorzaakt door Rayleigh-Taylor-instabiliteit. De door de explosie gevormde bal van warme lucht stijgt op en zuigt daarbij van de onderkant koelere lucht aan, deze vormt de kolom. Aan de buitenkant koelt de lucht weer af waardoor de buitenkant van de wolk omlaag beweegt terwijl de wolk verder stijgt. Dit gaat door totdat het punt is bereikt waarop de dichtheid van de wolk gelijk is aan die van de omringende lucht, hoewel heel grote wolken tot voorbij dit punt kunnen bewegen omdat ze een ballistische vlucht maken. Daarna verspreidt de bovenkant van de wolk zich horizontaal. Het geheel wordt zichtbaar gemaakt door waterdamp die tijdens het afkoelen condenseert en door de stijgende bal die behalve lucht ook stof en ander materiaal aanzuigt. Dit materiaal, dat in het geval van een nucleaire paddenstoelwolk ook radioactief stof bevat (fall-out), valt uiteindelijk terug naar de aarde, maar kan zich door de horizontale beweging van de bovenkant van de wolk zich over duizenden vierkante kilometers verspreiden.
Paddenstoelwolken kunnen gevormd worden op hoogtes vanaf de grond tot aan de hoogte waarop het verschil in luchtdruk tussen de vuurbal en de bovenliggende lucht te klein is om deze te laten opstijgen. Ook kunnen ze gevormd worden door explosies net onder het wateroppervlak. Explosies diep onder water of onder de grond veroorzaken geen paddenstoelwolken.
Behalve de paddenstoelwolk kunnen ook Wilson-wolken gevormd worden in het lagedrukgebied dat achter het schokgolffront volgt. Deze bestaan uit waterdamp en ontstaan op plekken waar de schokgolf vochtige luchtlagen tegenkomt. Boven water kan zelfs de hele paddenstoelwolk omgeven worden door deze condensatie.

## Etymologie
Het woord paddenstoelwolk is een vertaling van het Engelse mushroom cloud. Vanaf 1916 werden zulke explosies al beschreven als paddenstoelwolkvormig, maar de term mushroom cloud werd pas gebruikt vanaf 1958, tijdens de periode waarin de Verenigde Staten veel kernproeven uitvoerde.
|  |  |